# Combat d'animaux

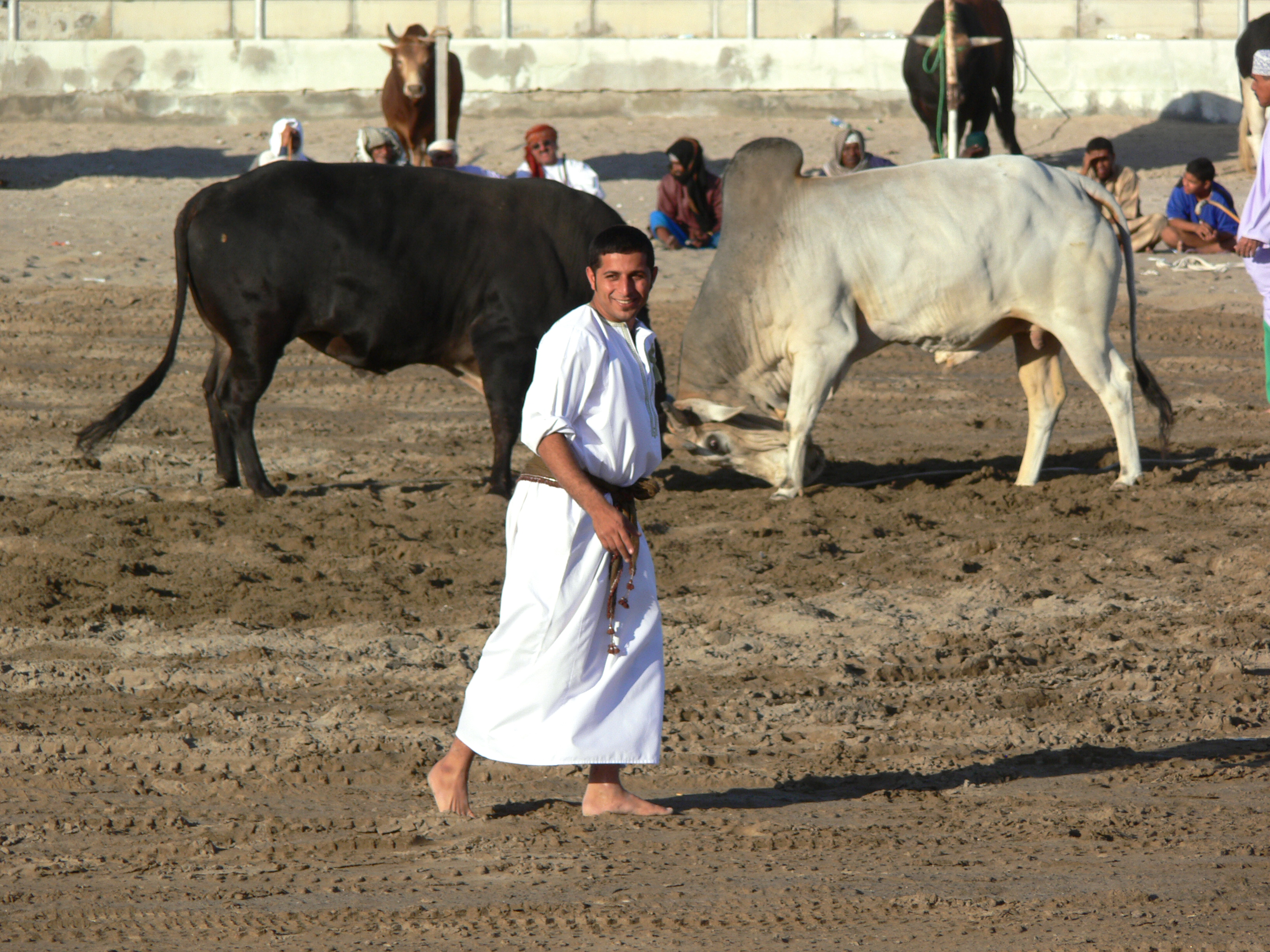
Combat de taureaux à Barka (Oman)

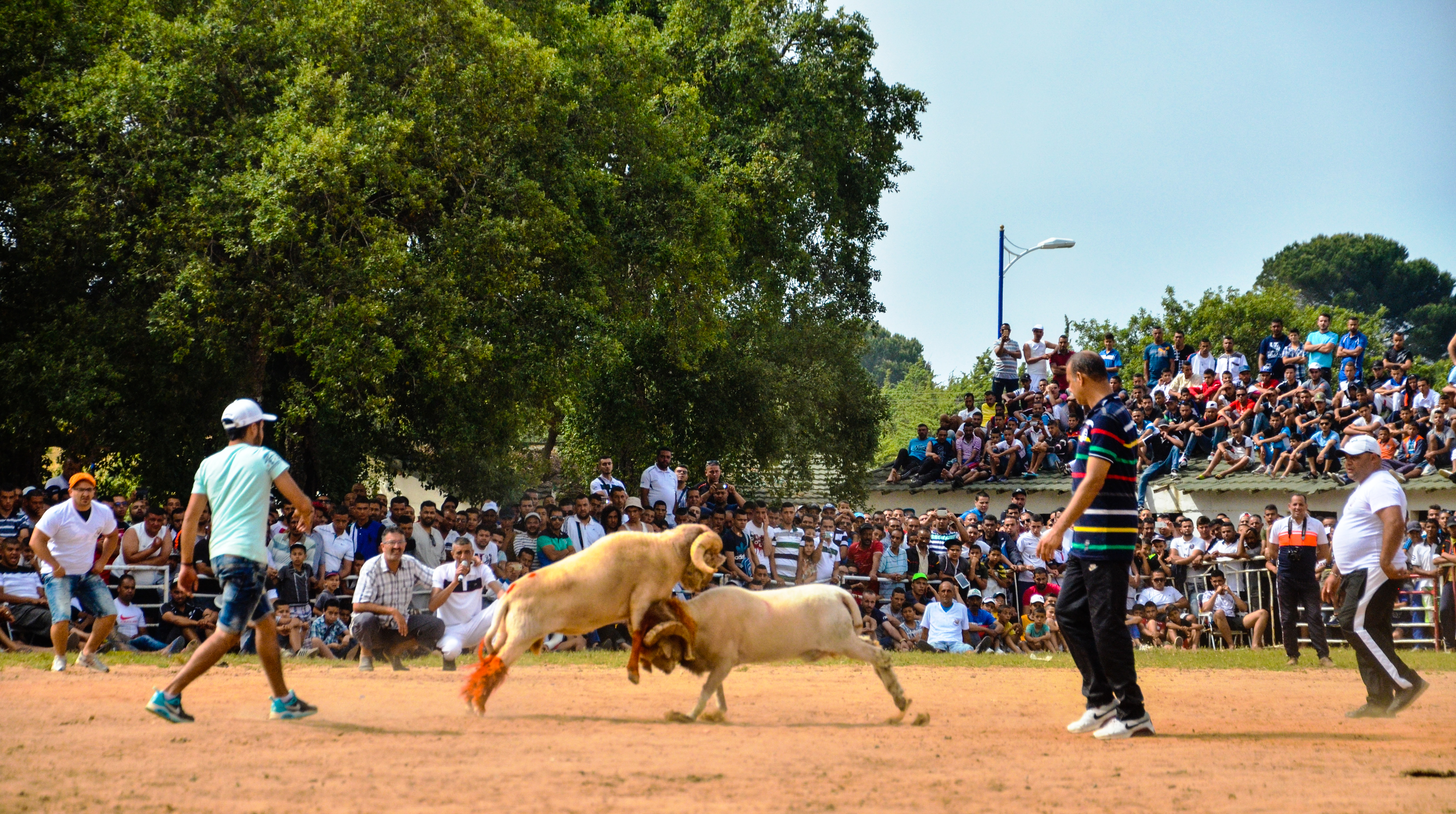
Combat de moutons en Algérie.

Les compétitions entre animaux, d'une même espèce (compétition intraspécifique) et/ou entre espèces (compétition interspécifique), existent sans intervention humaine.
L'intervention humaine, dans une intention de spectacle de divertissement, relève souvent de cruauté envers les animaux, sans doute à l'exception des courses.
Les combats d'animaux désignent ici principalement des combats d'animaux domestiques ou semi-domestiques organisés par les êtres humains (réputés en être les propriétaires et avoir le droit d'en disposer). Ces combats peuvent être l'occasion de paris sur le vainqueur. La lutte peut aller jusqu'à la mort de l'un des deux adversaires. Au moins dans les pays occidentaux, fortement dénoncés par les sociétés de protection animale, les combats d'animaux sont interdits dans de nombreux pays, mais continuent parfois à être pratiqués.

## Combats

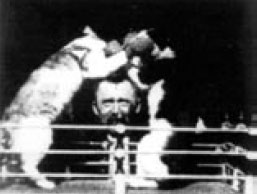
Chats avec des gants de boxe, tenus en laisse, et boxant sur un petit ring dans le court métrage The Boxing Cats (1894)

Parmi les plus anciens ou plus connus des combats figurent les venationes ou Hetztheater, jeux de cirque avec et/ou entre animaux, dans l'Antiquité romaine, ou en imitation. Pour les plus performants des combattants, des funérailles ont existé, ce dont témoigne (entre autres) la (de)tombe des animaux de combat.

### Insectes
- (en)Combat d'insectes - (en)Combat d'araignées
- (de)Combats de criquets

### Reptiles
- (en)Combat d'alligators

### Oiseaux
- Les combats de coqs (coq doré), d'origines diverses, sont pratiqués dans le nord de la France, en Chine (et par la diaspora chinoise partout dans le monde) : Kaichon;

### Poissons
- Les combats de poissons (combattant du Siam), sont d'origine d'Asie du Sud-Est (Thaïlande, Malaisie, Singapour) ;

### Mammifères

Galerie du passé
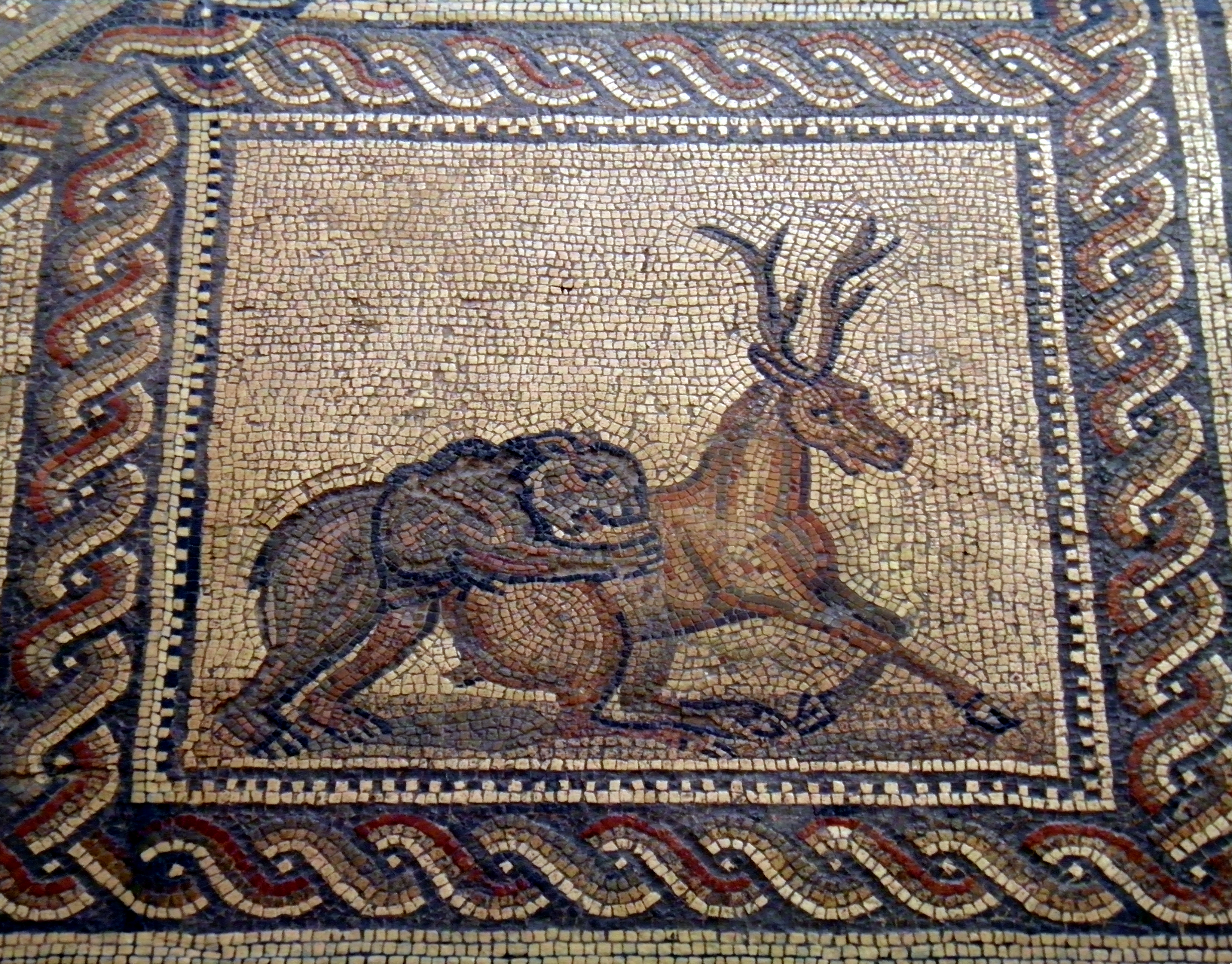
Mosaïque romaine montrant un combat d'animaux, Bad Kreuznach (IIIe siècle)
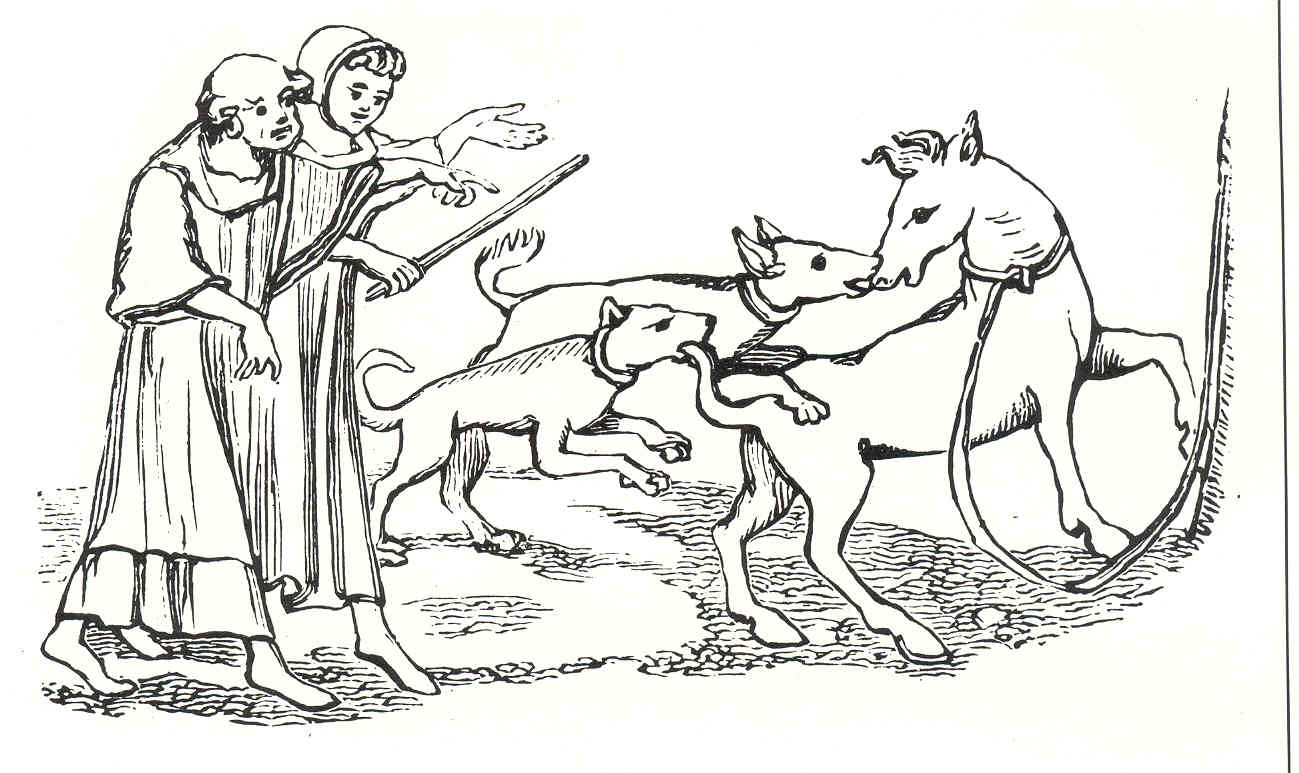
Cheval attaché en appât pour des chiens par Joseph Strutt (Grande-Bretagne,)
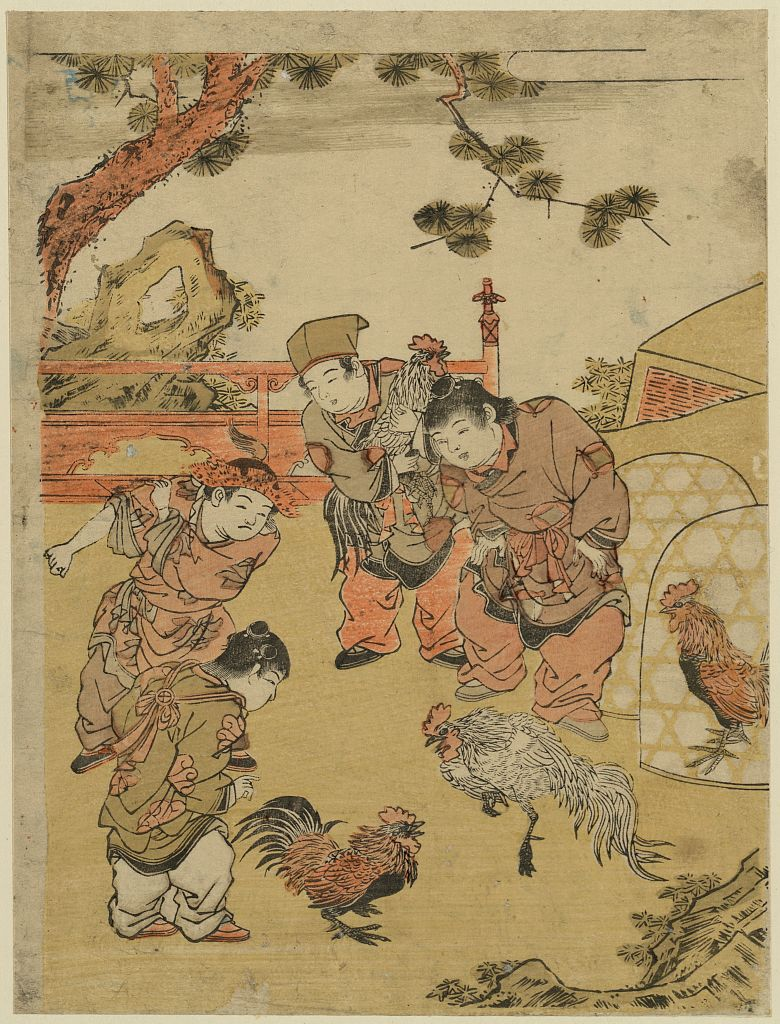
Combat de coqs au Japon par Kitao Shigemasa (1772)
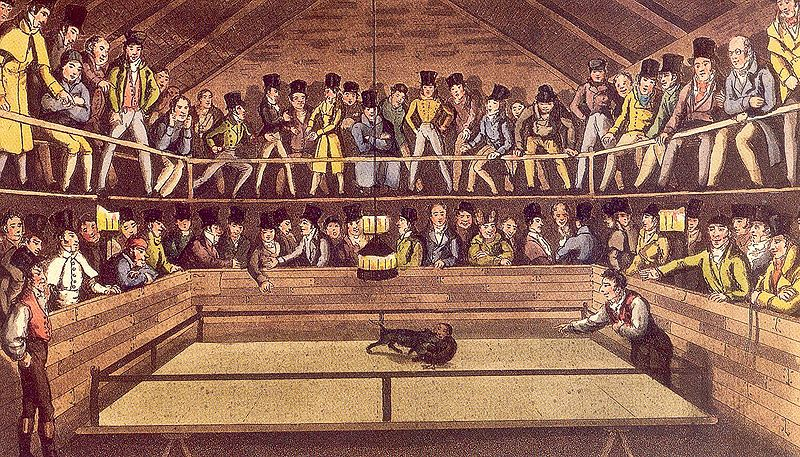
Combat entre un chien et un singe, aquatinte de Thomas Sutherland (1826)
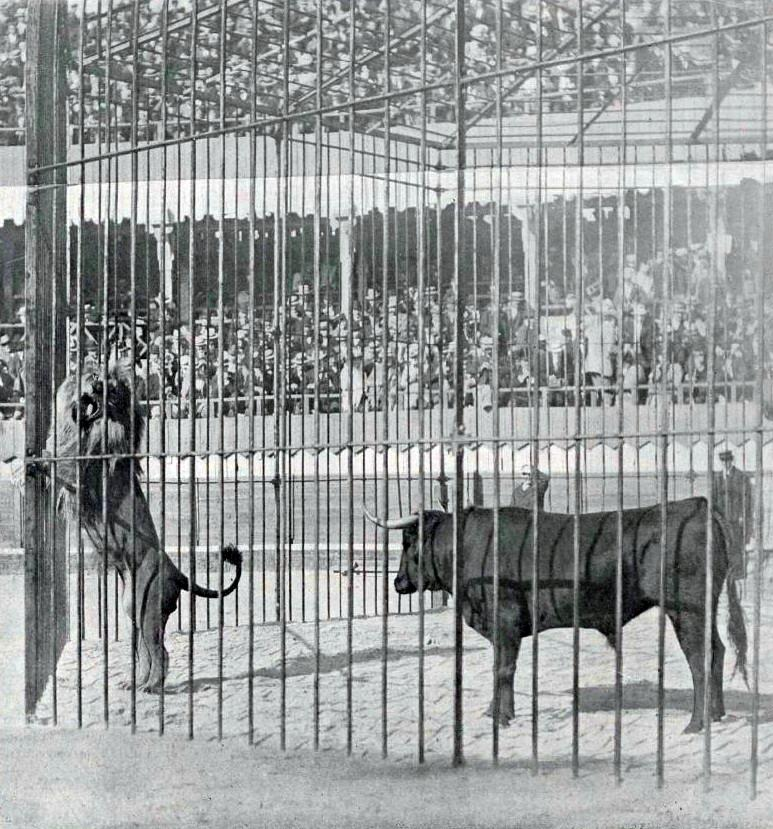
Combat d'un lion et d'un taureau aux arènes de Roubaix (juillet 1899).
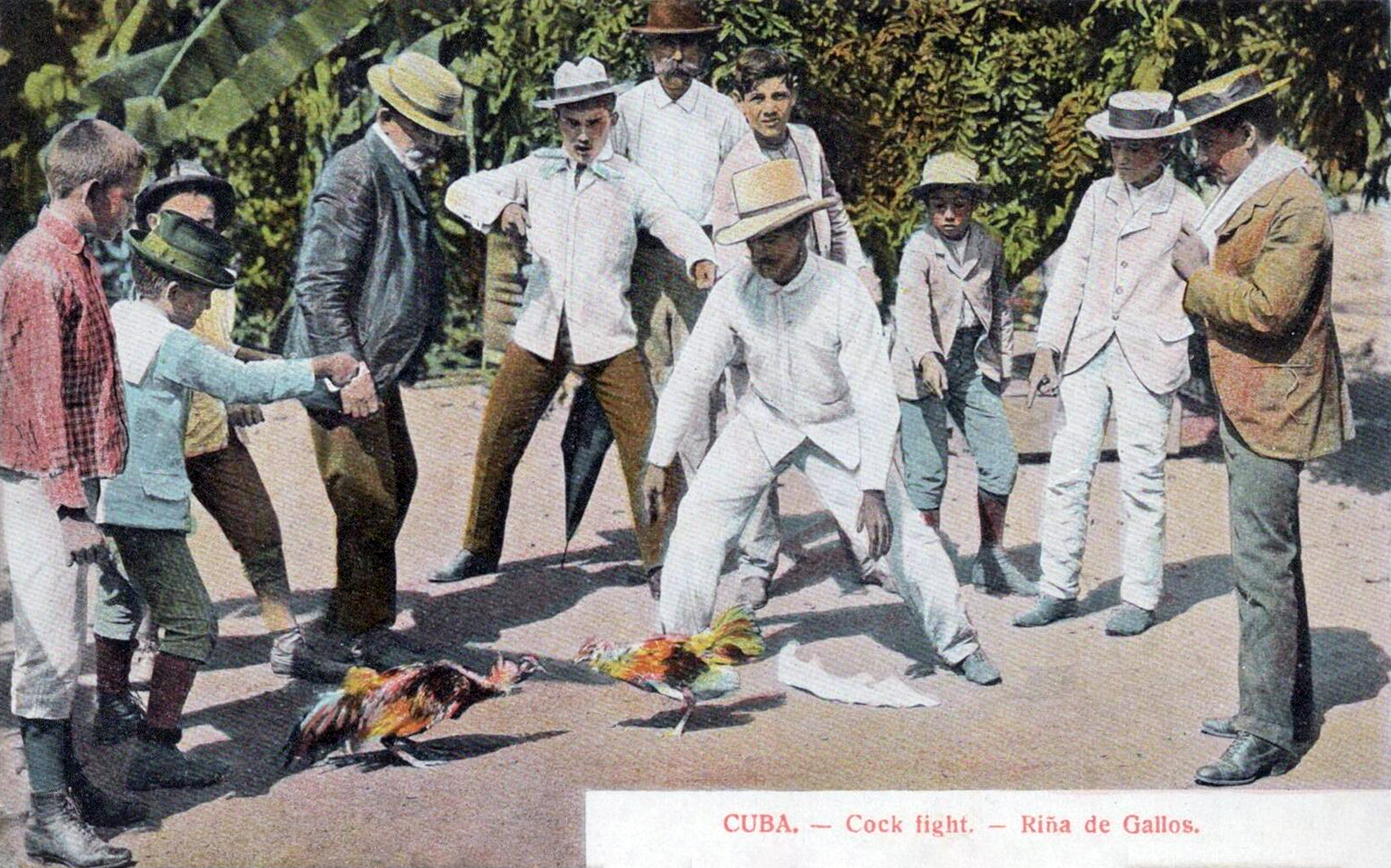
Combat de coqs à Cuba (vers 1908)
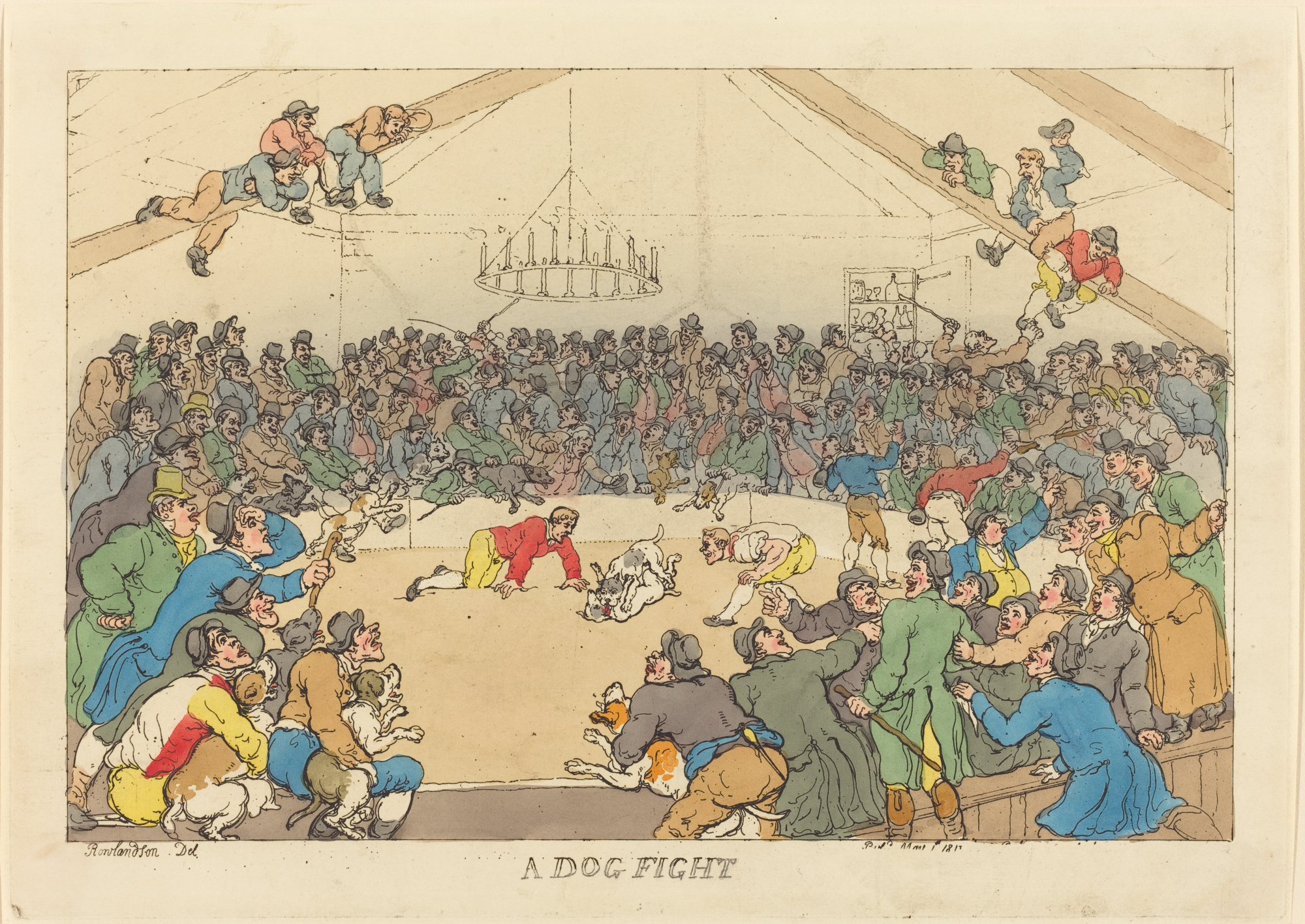
Un combat de chiens par Thomas Rowlandson (Grande-Bretagne, 1811)
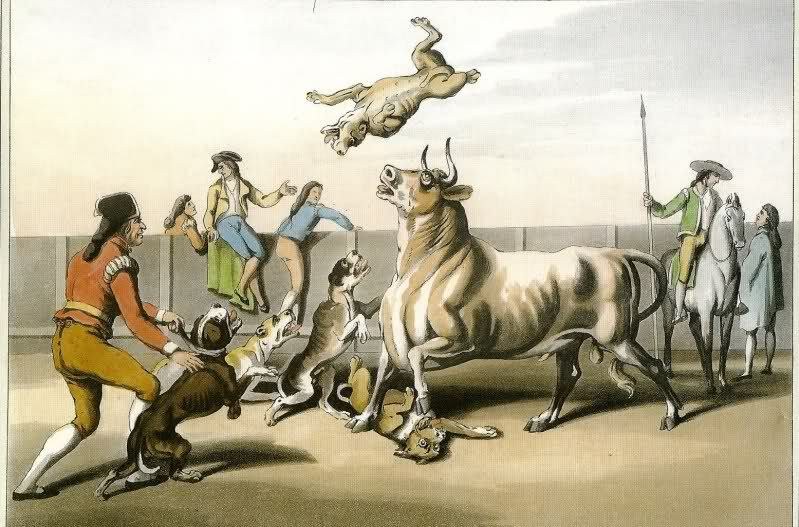
Bull-baiting en Espagne (1813-1814)
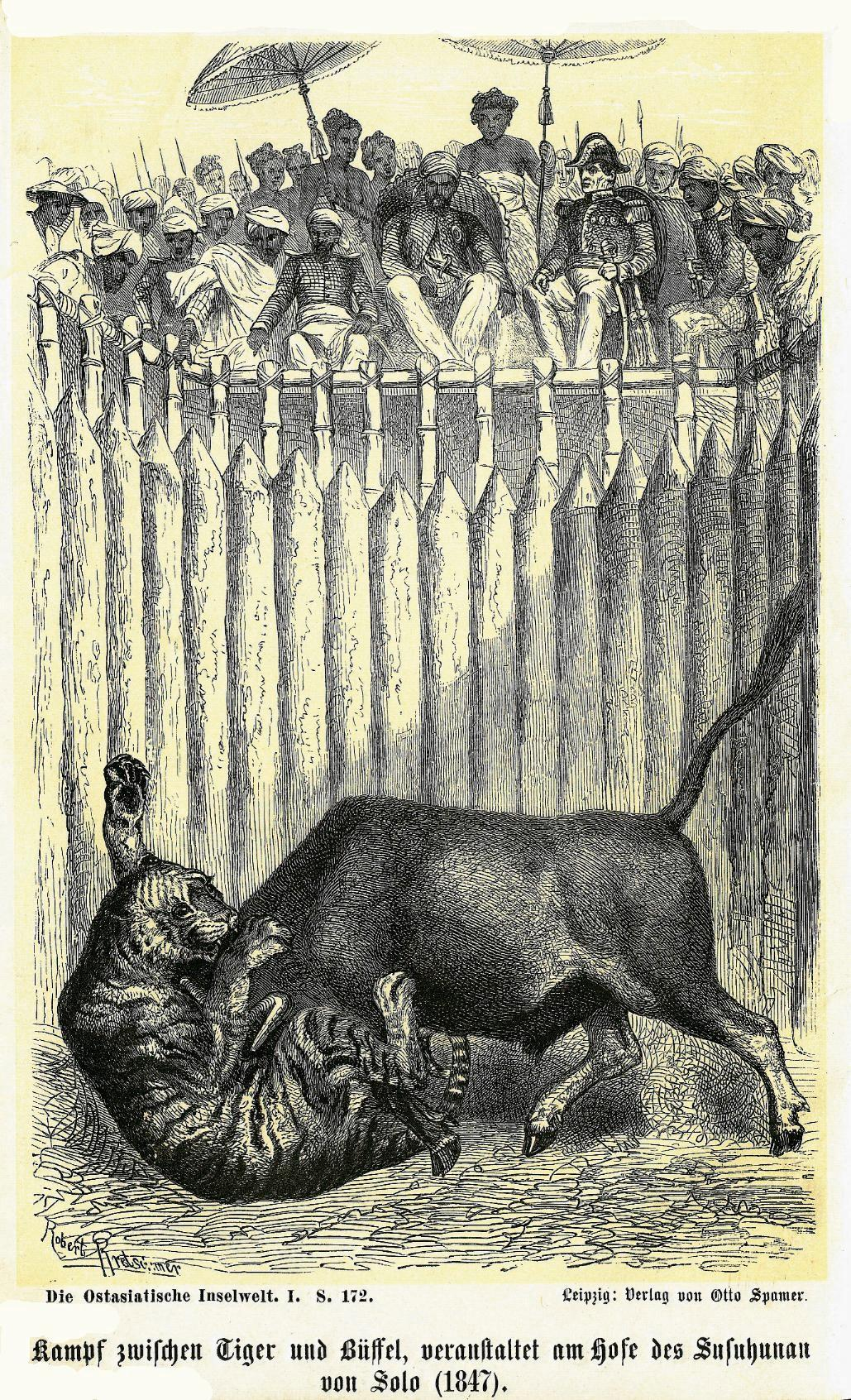
Combat entre un buffle et un tigre à Java (1868)
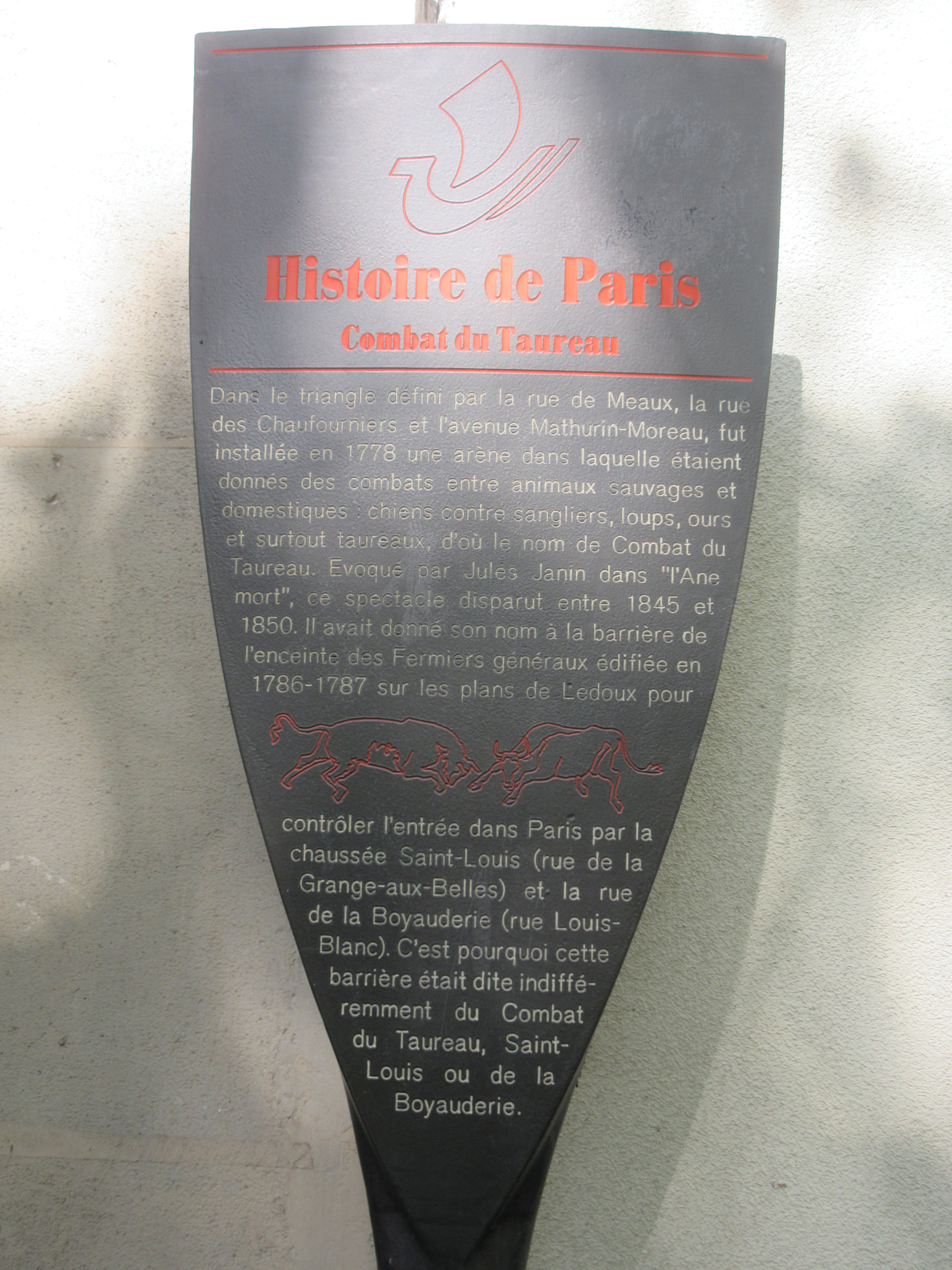
Panneau Histoire de Paris : « Combat du Taureau ».
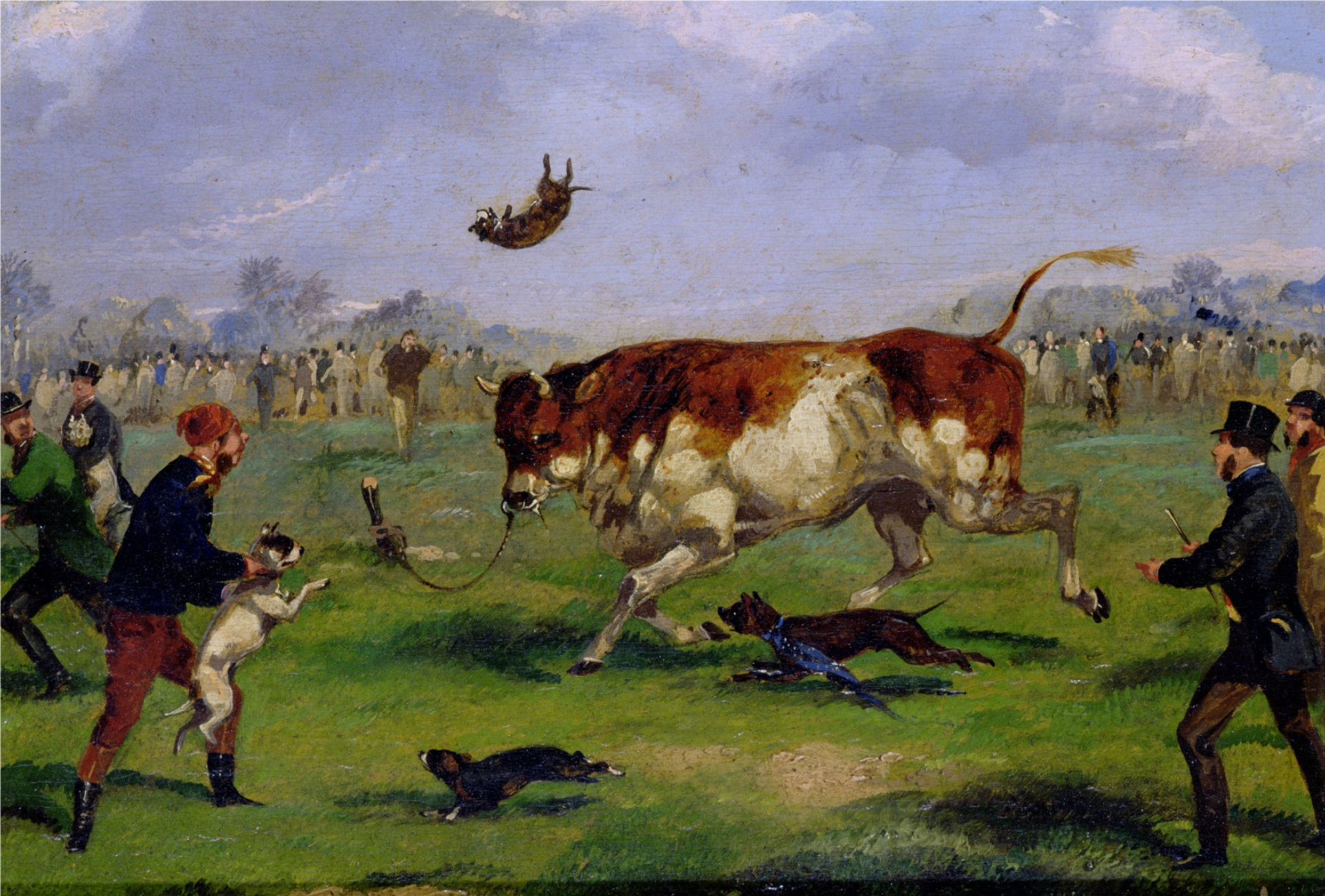
Les combats de chiens (canis lupus) étaient pratiqués en Angleterre au XIXe siècle ;Combat de chameaux lors du 43e festinval international du Sahara à Douz (Tunisie, 2010)
- Les combats d'étalons ;
- Les combats de béliers ;

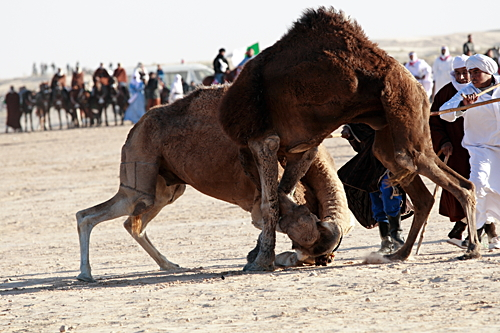
Combat de chameaux lors du 43 festinval international du Sahara à Douz (Tunisie, 2010)

- Les combats de vaches, appelés combats de reines ou bataille de reines sont pratiqués dans les Alpes, en Suisse et particulièrement en Valais, ainsi qu'en Val d'Aoste et en Haute-Savoie : Vache d'Hérens.
- Le Donkey-baiting, impliquant l'attaque d'un âne par plusieurs chiens, était pratiqué au Royaume-Uni ;
- Le Horse-baiting qui consiste généralement à faire attaquer un cheval par plusieurs chiens, est un ancien type de divertissement londonien ;
- Le Tōgyū est une discipline de lutte originaire du Japon, opposant deux taureaux de gabarit important ;
- Le Bull-baiting, consistant à opposer un taureau à un autre animal, généralement un chien ou plusieurs chiens ;
- Des combats d'animaux opposant notamment un taureau sauvage à un bœuf de Hongrie ou opposant deux ours étaient pratiqués tous les dimanches à Budapest (Hongrie), à la fin du XVIIIe siècle[1] : (de)Bear- und Bullbaiting en (de)Beargarden
- Combats entre des chiens et des rats : c’est porte Maillot que Gustave Krouet, chasseur de rats, installa le premier « ratodrome » qui fut dans les années 1910 célèbre dans tout Paris.
- (en)Combat de chameaux